# Brian Lemon
Brian Lemon (Nottingham, 11 februari 1937 – Bexhill-on-Sea, 11 oktober 2014) was een Britse jazzpianist en -arrangeur.

## Biografie
Lemon begon zijn professionele loopbaan in dansorkesten in Nottingham. Midden jaren vijftig werd Lemon in Londen lid van de groep van trompettist Freddy Randall. Hij speelde daarna in bands in allerlei genres, van mainstream jazz tot bop, zoals die van Al Fairweather en Sandy Brown (de All Stars, tot 1963), Betty Smith, Danny Moss, George Chisholm en Alex Welsh. Hij was lid van housebands van bijvoorbeeld Ronnie Scott's en begeleidde bezoekende Amerikaanse jazzmusici als Benny Goodman, Milt Jackson en Ben Webster. Ook leidde hij zijn eigen groepen, zoals een trio in de Establsihment Club en een octet waarmee hij songs van Billy Strayhorn speelde. In de jaren negentig nam hij regelmatig onder eigen naam een album op voor Zephyr Records, waarvoor hij ook als huispianist bij talrijke opnames speelde (voor platen van bijvoorbeeld Warren Vaché en Tony Coe). 
Zijn carrière als pianist kwam rond 2001 ten einde door chronische artritis. 
Lemon is te horen op opnames van bijvoorbeeld Barney Kessel, Ruby Braff, Stéphane Grappelli, Buddy Tate, Charlie Watts, Joe Temperley, Scott Hamilton, Spike Robinson, Cleo Laine, Illinois Jacquet, Ken Colyer, Humphrey Lyttelton en Neil Innes.

## Discografie (selectie)
- A Beautiful Friendship (kwintet met Roy Williams), Zephyr/New Note Records, 1995
- But Beautiful (met o.m. Dave Cliff), Zephyr, 1995
- How Long Has This Been Going On (kwintet met Roy Williams), Zephyr, 1996
- Old Hands, Young Minds (octet met Alan Barnes), Zephyr, 1996
- Lemon Looks Back: Just For Fun, Zephyr/New Note, 1997
- My Shining Hour (trio), Zephyr, 2001
- The Brian Lemon Anthology-A Zephyr Celebration (compilatie-album, 1995-2001), Zephyr, 2007